# Мовчан Дмитро Васильович
Дмитро́ Васи́льович Мовча́н (12 лютого 1978, с. Рокитне, Кременчуцький район, Полтавська область, Українська РСР — 26 березня 2017, с. Малинівка, Слов'янський район, Донецька область, Україна) — капітан Збройних сил України, льотчик-штурман 18-ї окремої бригади армійської авіації. Учасник бойових дій російсько-української війни.

## Життєпис
Народився в селі Рокитне на Полтавщині, де пройшли перші роки його життя. Разом з батьками переїхав до Кременчука. Після закінчення школи № 30 здобув професію верстатника в Кременчуцькому вищому професійному училищі № 7. Але Дмитро мріяв про небо, тож 1996 року вступив до Кременчуцького льотного коледжу Національного авіаційного університету, який закінчив у 1999 році. З листопада 2012-го служив за контрактом штурманом 16-ї вертолітної бригади у Бродах на Львівщині.
Від початку бойових дій у 2014 році 16-та бригада виконувала завдання на території проведення антитерористичної операції на сході України. Дмитро Мовчан літав на вертольоті Мі-24. У 2014 його вертоліт підбили, але наступний вертоліт встиг підібрати льотчиків. Мав численні травми, лікувався у шпиталі. 2015 року перевівся до 18-ї окремої бригади армійської авіації Сухопутних військ, в/ч А3384, м. Полтава. Капітан, другий пілот військового гелікоптеру Мі-2, льотчик-штурман вертолітної ескадрильї.
З лютого 2017 року перебував у відрядженні в Краматорську. У складі екіпажу вертольоту, разом з командиром екіпажу підполковником Євгенієм Волошиним та бортовим техніком старшим лейтенантом Романом Кандулом, виконував завдання в зоні АТО. Їх вертоліт («бджілка», як вони його називали) виконував роль повітряного «таксі», перевозив вантажі та особовий склад Генштабу і Збройних сил в районі проведення АТО, поблизу лінії фронту.
26 березня 2017 року близько 15:00 військовий гелікоптер Мі-2 зазнав авіакатастрофи поблизу села Малинівка Слов'янського району Донецької області, в 13 км від аеродрому Краматорська. За попередніми висновками, вертоліт, що летів на малій висоті, зачепився за лінії електропередач і впав. Загинули троє членів екіпажу, — підполковник Євгеній Волошин, капітан Дмитро Мовчан і старший лейтенант Роман Кандул, та два пасажири — офіцери Озброєння ЗСУ полковники Валерій Мельник і Віктор Калитич.
30 березня з військовими льотчиками попрощались у Полтаві. Панахида пройшла в Авіамістечку, на території 18-ї бригади армійської авіації, в/ч А3384. Наступного дня з Дмитром прощались в Кременчуці, у Міському палаці культури. Поховали його на кладовищі рідного села Рокитне.
Залишились батьки і молодший брат.

## Нагороди
- За особисту мужність і самовіддані дії, виявлені у захисті державного суверенітету та територіальної цілісності України, зразкове виконання військового обов'язку нагороджений орденом Богдана Хмельницького ІІІ ступеня (11.10.2017, посмертно)[7].

- За особистий внесок у зміцнення обороноздатності Української держави, мужність, самовідданість і високий професіоналізм, виявлені під час виконання військового обов'язку, та з нагоди Дня Збройних Сил України нагороджений орденом «За мужність» III ступеня (2.12.2016)[8].

## Вшанування пам'яті
- 27 вересня 2017 року в місті Кременчук на фасаді ВПУ № 7 відкрили меморіальну дошку загиблим в АТО випускникам, — Дмитру Мовчану, Євгену Садовничому та Миколі Вашурі[9][10][11].

- 3 січня 2019 року на внутрішньому фасаді льотного коледжу Національного авіаційного університету встановили меморіальну дошку випускнику Дмитрові Мовчану[12].

- У 2020 році на фасаді Кременчуцької загальноосвітної школа-ліцею № 30 «Олімп» імені Н. М. Шевченко встановлено меморіальну дошку учаснику АТО Мовчану Дмитру Васильовичу[13]

- Розпорядженням голови Полтавської обласної ради від 2 березня 2018 року № 40, на визнання вагомих особистих заслуг перед Полтавщиною та Україною, за зразкове виконання військового і громадянського обов'язку, мужність і героїзм, виявлені у захисті державного суверенітету та територіальної цілісності України, занесений до Книги Пошани Полтавської обласної ради (посмертно)[14][15].
- 2024 року у селі Рокитне вулицю Першотравневу перейменували на вулицю Капітана Дмитра Мовчана.